# Leo Komarov
Leonid „Leo” Aleksandrovitš Komarov, ros. Леонид Александрович Комаров – pol. Leonid Aleksandrowicz Komarow; (ur. 23 stycznia 1987 w Narwie, Estońska SRR) – fiński hokeista pochodzenia rosyjsko-estońskiego. Reprezentant Finlandii, dwukrotny olimpijczyk.

## Rodzina i pochodzenie
Urodził się na obszarze Związku Radzieckiego w Estońskiej SRR (obecnie Estonia). Ma rosyjskich rodziców. Jego ojciec, pochodzący z Rosji Karel Aleksandr Komarow (ur. 1962) także był hokeistą. W wieku pięciu lat przeniósł się do Finlandii i zaczął uczęszczać do szkoły z językiem szwedzkim w Nykarleby. Jego brat, Estończyk Daniel Komarow (ur. 1993) również uprawia tę dyscyplinę. Leo Komarov posiada obywatelstwo fińskie i rosyjskie. Porozumiewa się w językach rosyjskim, fińskim, szwedzkim i angielskim.

## Kariera
- Hermes U16 (2002-2003)
- Sport U18 (2003-2004)
- Ässät U20 / Ässät (2004-2006)
  -  Suomi U20 (2006)
- Pelicans (2006-2007)
  -  Suomi U20 (2006)
- Dinamo Moskwa (2007-2012)
- Toronto Maple Leafs (2012-2013)
  -  Toronto Marlies (2012)
- Dinamo Moskwa (2012-2013, 2013-2014)
- Toronto Maple Leafs (2014-2018)
- New York Islanders (2018-2021)
- SKA Sankt Petersburg (2021-2022)
- Luleå HF (2022-2023)
- HIFK (2023-)

Wychowanek klubu MuIK. W latach 2007–2012 występował w Dinamie Moskwa. Następnie pod koniec maja 2012 roku podpisał roczny kontrakt z Toronto Maple Leafs. We wrześniu został przekazany do Toronto Marlies. Od 22 listopada 2012 do początku stycznia 2013 roku na okres lokautu w sezonie NHL (2012/2013) związał się ponownie z Dinamem. Następnie powrócił do Kanady i rozegrał skrócony sezon 2012/2013, po czym od lipca 2013 został ponownie zawodnikiem Dinama Moskwa podpisując dwuletni kontrakt. Od lipca 2014 ponownie zawodnik Toronto Maple Leafs związany czteroletnim kontraktem. Od lipca 2018 zawodnik New York Islanders, związany czteroletnim kontraktem. W listopadzie 2021 ogłoszono jego odejście z tego klubu i transfer do SKA Sankt Petersburg w KHL. We wrześniu 2022 został zawodnikiem szwedzkiego klubu Luleå HF, wiążąc się rocznym kontraktem. W sierpniu 2023 przeszedł do HIFK.
Uczestniczył w turniejach mistrzostw świata w 2009, 2010, 2011, 2012, 2014, 2015, 2016, zimowych igrzysk olimpijskich 2014, 2022, Pucharu Świata 2016.

## Sukcesy

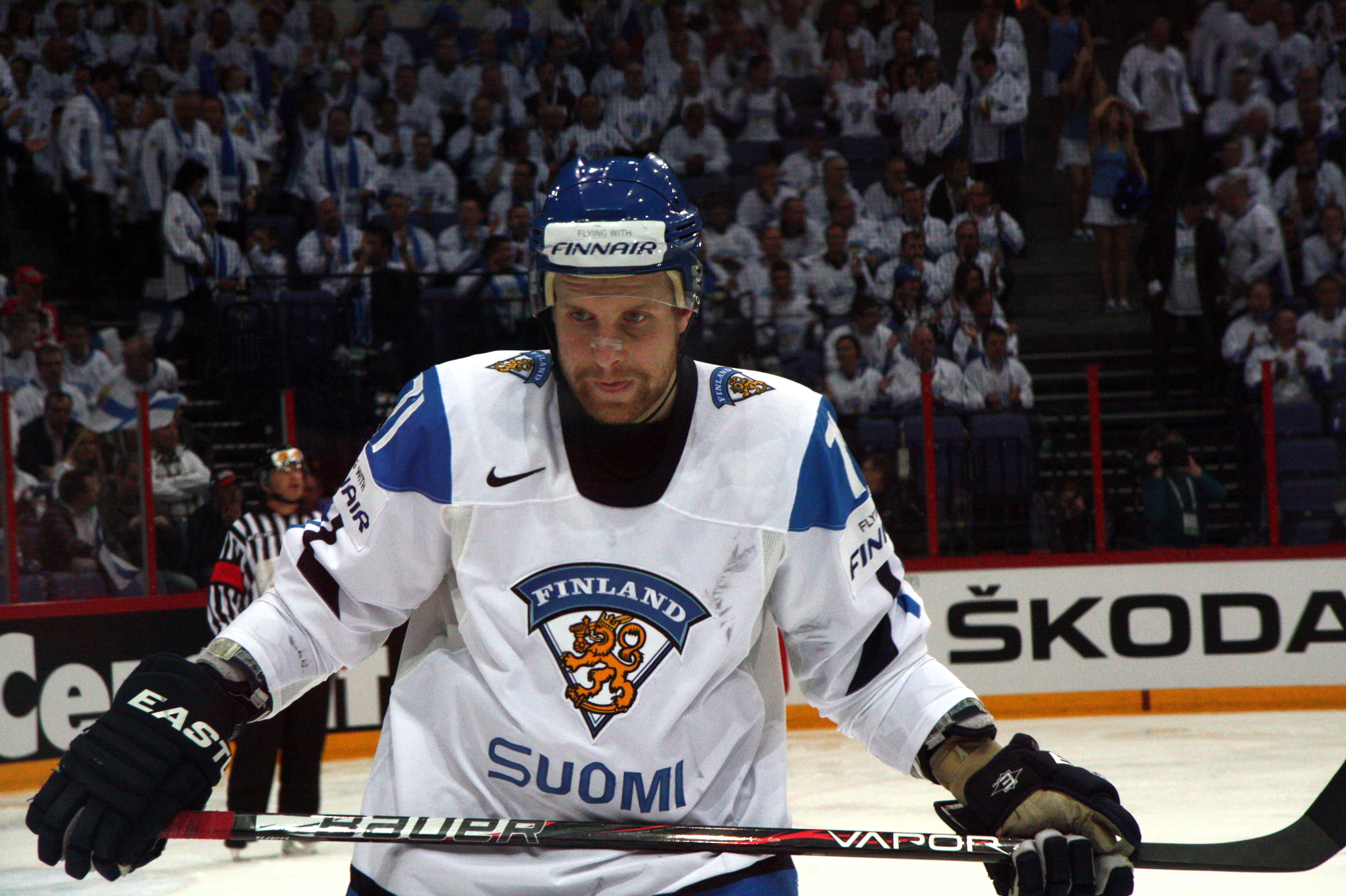
Leo Komarov w barwach Finlandii na MŚ 2012

Reprezentacyjne
- Brązowy medal mistrzostw świata juniorów do lat 20: 2006
- Złoty medal mistrzostw świata: 2011
- Brązowy medal zimowych igrzysk olimpijskich: 2014
- Srebrny medal mistrzostw świata: 2014, 2016
- Złoty medal zimowych igrzysk olimpijskich: 2022

Klubowe
- Srebrny medal mistrzostw Finlandii: 2006 z Ässät
- Złoty medal mistrzostw Rosji / KHL: 2012, 2013 z Dinamem Moskwa
- Puchar Gagarina: 2013 z Dinamem Moskwa[18]

Indywidualne
- KHL (2010/2011):
  - Mecz Gwiazd KHL
- KHL (2011/2012):
  - Pierwsze miejsce w klasyfikacji minut kar w fazie play-off: 49 minut
- KHL (2013/2014):
  - Mecz Gwiazd KHL[19]